# Lecteur omniscient
Omniscient Reader's Viewpoint, également traduit par Lecteur omniscient ( coréen : 전지적 독자 시점 ; hanja : 全知的讀者時點 ; RR : Jeonjijeog Dogja Sijeom), est un web-roman sud-coréen écrit par Sing Shong (SingNSong). Il a été publié pour la première fois le 6 janvier 2018 sur la plateforme Munpia et s'est terminé le 2 février 2020. Redice Studio a adapté le web-novel en webtoon, ce dernier est publié sur Naver Webtoon en version coréenne et sur Line Webtoon pour la version anglaise en 2020. Une adaptation sur la plateforme Webtoon est également disponible en version française.
Une adaptation en live-action a été annoncée pour juillet 2025, ainsi qu'une adaptation en animé par le Studio Aniplex, qui sortira probablement fin 2025 ou en 2026.

## Synopsis
Kim Dokja, 28 ans, est un employé de bureau et l'unique lecteur du web-roman Trois façons de survivre dans un monde en ruine, qui suit les aventures du retourneur Yu Jungyeok, tentant de survivre à une sucession de scénarios, des défis organisés par des dokkaebis, que les humains sont obligés de réaliser. Lorsque le web-roman se termine, son monde devient soudainement réalité et Dokja devient la seule personne à savoir comment le monde va se terminer. Il doit maintenant se battre pour sa survie et atteindre la fin des scénarios.

## Personnages
Kim Dokja
Kim Dokja (hangeul : 김독자 ; hanja : 金獨子 ; RR : Gim Dokja) est le personnage principal du Lecteur Omniscient. C'est un jeune travailleur, passionné de lecture, en particulier du web-roman Trois façons de survivre dans un monde en ruine. Cependant, sa vie prend un tournant radical lorsque les événements du web-roman deviennent progressivement réalité. Fort de ses connaissances, Dokja utilise sa compréhension de l'histoire pour créer la fin la plus parfaite, changeant ainsi le monde tel qu'il le connaît.
Yu Junghyeok
Yu Junghyeok (hangeul : 유중혁 ; hanja : 劉衆赫 ; RR : Yu Junghyeok) est le personnage principal de Trois façons de survivre dans un monde en ruine, et l'un de ses personnages les plus puissants. Initialement méfiant à l'égard de Kim Dokja et qu'ils aient souvent du mal à se comprendre, ils se rapprochent et finissent par devenir des « compagnons de vie et de mort ».
Yu Sangah
Yu Sangah (hangeul : 유상아 ; hanja : 劉尚雅 ; RR : Yu Sanga) est la collègue de travail de Kim Dokja. Elle se trouve dans le métro avec Kim Dokja lorsque les événements du web-roman commencent à devenir réalité, devant ainsi une alliée loyale.
Lee Hyeonseong
Lee Hyeonseong (hangeul : 이현성 ; hanja : 李賢誠 ; RR : I Hyeonseong) est un ancien lieutenant de l'armée qui était à l'origine un personnage de Trois façons de survivre dans un monde en ruine, combattant sous la direction de Yu Junghyeok. Mais, il devient ici l'allié et le compagnon d'aventure de Kim Dokja, avec ses capacités défensives liées à la manipulation de l'acier.
Jeong Huiwon
Jeong Huiwon (hangeul : 정희원 ; hanja : 鄭熙媛 ; RR : Jeong Huiwon) est un personnage très secondaire de Trois façons de survivre dans un monde en ruine. Sauvée par Kim Dokja, elle devient son alliée. C'est une épéiste hors-pair, dont les capacités incluent des capacités puissantes sur les créatures maléfiques.
Lee Gilyeong
Lee Gilyeong (hangeul : 이길영 ; hanja : 李吉永 ; RR : I Gilyeong) est un jeune garçon s'étant trouvé dans le même métro que Kim Dokja au début de l'histoire. Il se rapproche rapidement de Kim Dokja qui devient pour lui une sorte de père adoptif. Ses capacités incluent principalement le contrôle des insectes.
Lee Jihye
Lee Jihye (hangeul : 이지혜 ; hanja : 李智慧 ; RR : I Jihye) est une lycéenne qui était à l'origine un personnage de Trois façons de survivre dans un monde en ruine, combattant sous la direction de Yu Junghyeok. Ses motivations et son tempérament difficile viennent du fait que, dans le premier scénario, elle a tué à contrecœur sa meilleure amie pour survivre.
Shin Yuseung
Shin Yuseung (hangeul : 신유승 ; hanja : 申流承 ; RR : Sin Yuseung) est une jeune fille qui était un personnage important de Trois façons de survivre dans un monde en ruine. Dans Lecteur omniscient, elle est sauvée par Kim Dokja et devient sa fille adoptive.
Lee Seolhwa
Lee Seolhwa (hangeul : 이설화 ; RR : I SeolHwa) est un personnage de Trois façons de survivre dans un monde en ruine, anciennement l'un des membres principaux du groupe de Yu Junghyeok.
Han Suyeong
Han Sooyoung (hangeul : 한수영 ; hanja : 韓秀英 ; RR : Han Suyeong) est une lectrice des premiers chapitres de Trois façons de survivre dans un monde en ruine et rédactice d'un web-roman plagiant l'histoire principale de celui-ci.

## Productions et supports

### Webtoon
Le webtoon compte pour l'instant 273 chapitres et est toujours en cours.
Il n'en compte que 263 chapitre sur la plateforme Webtoon, trois chapitres supplémentaires sont disponibles avec des coins, achetables via l'appli. Notez qu'un nouveau chapitre sort tous les vendredis à 16 heures[style à revoir].

### Édition physique
Le webtoon est publié en France sous format papier depuis le 10 janvier 2024 chez l'éditeur Pika, 8 tomes sont disponibles en octobre 2025.

### Film
En septembre 2019, le studio Realies Pictures annonce son intention d'adapter le web-roman en film. En mai 2021, Kim Byung-woo est annoncé comme le réalisateur du film. En mai 2023, il est révélé que les acteurs Ahn Hyo-seop et Lee Min-ho sont en discussion pour intégrer le casting du film.
En octobre 2023, l'attribution des rôles principaux est révélée :
- Ahn Hyo-seop : Kim Dokja
- Lee Min-ho : Yu Junghyeok
- Chae Soo-bin : Yu Sangah
- Shin Seung-ho : Lee Hyeonseong
- Nana : Jeong Huiwon
- Kim Ji-soo : Lee Jihye

La sortie du film est prévue pour juillet 2025. Une vidéo promotionnelle est sortie sur la chaîne du studio Realies Pictures, cette dernière dure 1 min 01 sec et cumule actuellement 1,3 million de vues.

### Série d'animation
Un animé est annoncé, pour une probable sortie fin 2025 ou en 2026.